# Mads Juel Andersen
Mads Juel Andersen (Albertslund, 27 dicembre 1997) è un calciatore danese, difensore del Luton Town.

## Caratteristiche tecniche
È un difensore centrale.

## Carriera

### Gli inizi in Danimarca
Cresciuto nel settore giovanile del Brøndby, nel 2016 è stato ceduto in prestito al HB Køge con cui ha fatto il suo debutto fra i professionisti in occasione dell'incontro di 1. Division pareggiato 0-0 contro lo Skive. Rientrato alla base non è stato impiegato in prima squadra fino alla cessione all'Horsens nel 2018. 

### Approdo in Inghilterra: Barnsley
Nel luglio dell'anno seguente si è trasferito in Inghilterra, firmando con il Barnsley.

### Arrivo nella Premier League: Luton Town
Il 3 luglio 2023 viene ufficializzato il suo passaggio al Luton Town.